# Mastixia
Mastixia es un género con 50 especies de plantas con flores perteneciente a la familia Cornaceae. Es originario del sur de China y de Asia tropical.

## Especies seleccionadas
- Mastixia arborea C.B.Clarke
- Mastixia bracteata C.B.Clarke
- Mastixia caesia Blume
- Mastixia cambodiana Pierre
- Mastixia caudatifolia Merr.
- Mastixia caudatilimba C.Y.Wu ex Soong
- Mastixia chinensis Merr.
- Mastixia clarkeana King -[2]